# ویکتور ریکتی، مارکیز دو میرابو
ویکتور ریکتی، مارکیز دو میرابو (انگلیسی: Victor de Riqueti, marquis de Mirabeau; ۵ اکتبر ۱۷۱۵ – ۱۳ ژوئیهٔ ۱۷۸۹) اقتصاددان، فیلسوف، نویسنده، و سیاستمدار فرانسوی که نویسنده کتاب رساله‌ای در باب جمعیت اثر اوست. وی همچنین پدر اونوره گابریل ریکوتی، کنت دو میرابو، از نویسندگان و انقلابیون مشهور بود.